# Gizem Erdogan
Gizem Erdogan (Högsbo, Göteborg, 30 april 1987) is een Zweedse actrice.

## Biografie
Erdogan studeerde van 2012 tot 2015 aan de Teaterhögskolan in Malmö. In 2017 speelde ze mee in de film Dröm vidare en datzelfde jaar werd ze op het Internationale filmfestival van Stockholm genomineerd in de categorie Rising Star Award. 
In 2020 speelde ze de hoofdrol in de serie Kalifat. Later dat jaar speelde ze ook in Kärlek & Anarki, waar in 2022 een tweede seizoen van kwam. In 2022 was ze ook te zien in de serie The Playlist als advocate Petra Hansson. 